# Épineuse
Épineuse est une commune française située dans le département de l'Oise en région Hauts-de-France. Ses habitants sont appelés les Spinosiens et les Spinosiennes.

## Géographie

### Localisation
Épineuse est un village du Clermontois dans l'Oise situé à 58 kilomètres au sud d'Amiens, à 34 kilomètres à l'est de Beauvais, à 20 kilomètres à l'ouest de Compiègne et à 61 kilomètres au nord de Paris.

### Communes limitrophes
| Maimbeville | Fouilleuse    | Bailleul-le-Soc |
|             | Épineuse      |                 |
| Catenoy     | Sacy-le-Grand | Avrigny         |

### Géologie et relief
Le territoire se compose d'un plateau et de quelques vallons tel le fond d'Éraine au nord-est du village, le fond de l'Hardière se prolongeant vers la commune de Maimbeville et se situe également à proximité de la vallée des Chats-Huants, sur les territoires voisins de Maimbeville et Fouilleuse, au nord-ouest. Le territoire, qui a sa direction principale du nord au sud, constitue une plaine découverte dépourvue d'eau, et traversé par un ravin courant au nord du chef-lieu
La commune s'étend entre 81 mètres et 142 mètres au-dessus du niveau de la mer. La mairie du village se situe à 118 mètres d'altitude. Le point le plus bas se situe à la limite sud du bois de Favières et le point le plus élevé du territoire se trouve à l'intersection des limites communales entre Fouilleuse, Bailleul-le-Soc et Épineuse. Le bois de Favières, au sud, se situe entre 81 et 100 mètres d'altitude.
Les cailloux sont brisés en petits fragments, tel qu'on le voit au sud du village. Sur cette étendue de la région du nord du Clermontois se développe un terrain de formation crayeuse comme en témoigne deux anciennes carrières se trouvant au nord du chef-lieu.
La commune se trouve en zone de sismicité 1, c'est-à-dire très faiblement exposée aux risques de tremblement de terre.

### Hydrographie
La commune est située dans le bassin Seine-Normandie. Elle n'est drainée par aucun cours d'eau,.
Deux mares, l'une à l'ouest du village, la seconde au nord, sont les seuls éléments aquatiques présents sur le territoire.
Les fonds de l'Hardière et d'Éraine font partie du bassin versant du ruisseau Béronnelle, rejoignant la Brêche, sous-affluent de la Seine par l'Oise. La partie basse du fond de l'Hardière, au nord, se situe au-dessus d'une nappe phréatique sous-affleurante.

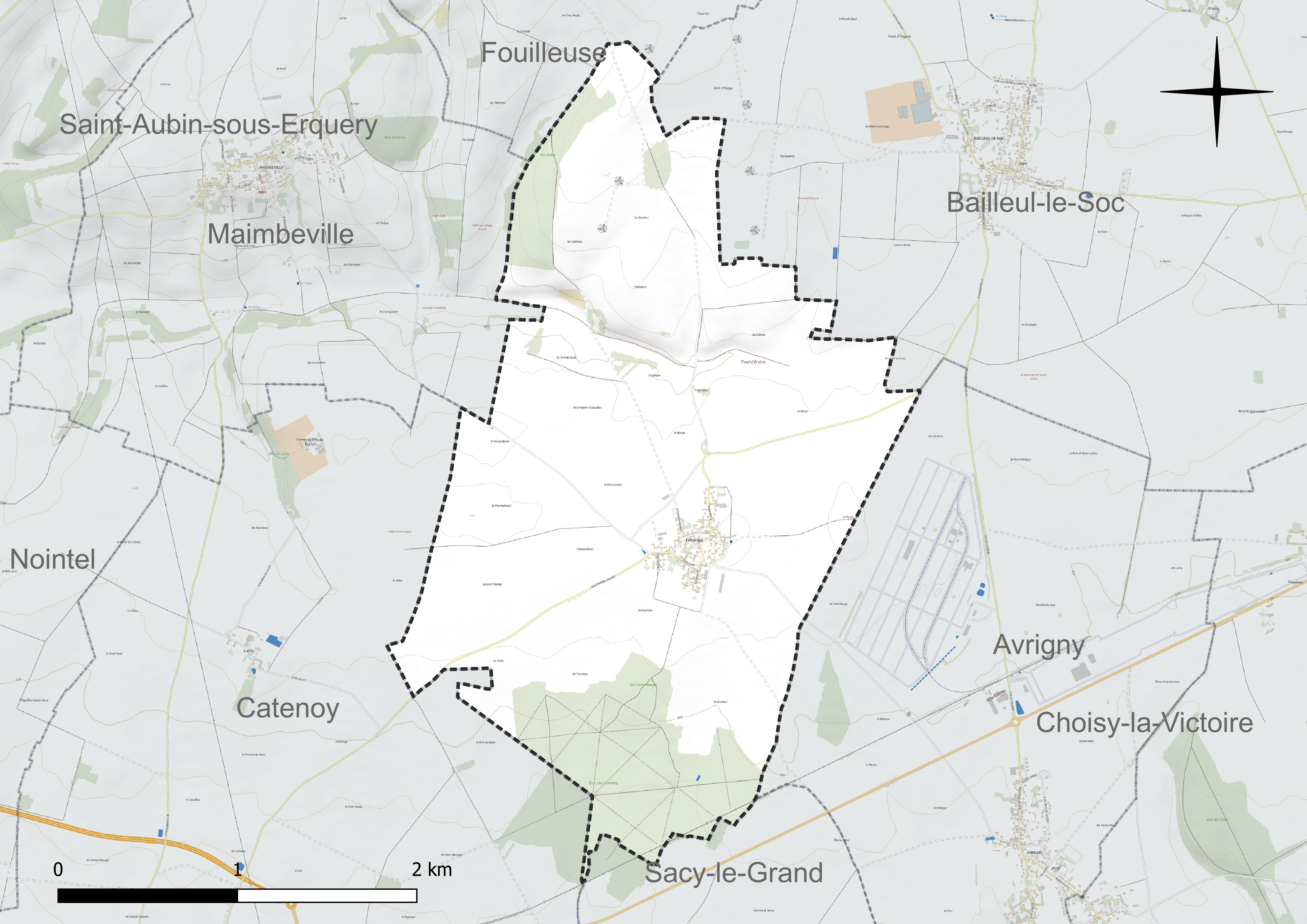
Réseau hydrographique d'Épineuse.

### Climat
Pour des articles plus généraux, voir Climat des Hauts-de-France et Climat de l'Oise.
En 2010, le climat de la commune est de type climat océanique dégradé des plaines du Centre et du Nord, selon une étude du CNRS s'appuyant sur une série de données couvrant la période 1971-2000. En 2020, Météo-France publie une typologie des climats de la France métropolitaine dans laquelle la commune est exposée à un climat océanique et est dans la région climatique  Nord-est du bassin Parisien, caractérisée par un ensoleillement médiocre, une pluviométrie moyenne régulièrement répartie au cours de l'année et un hiver froid (3 °C). 
Pour la période 1971-2000, la température annuelle moyenne est de 10,2 °C, avec une amplitude thermique annuelle de 14,7 °C. Le cumul annuel moyen de précipitations est de 690 mm, avec 11,1 jours de précipitations en janvier et 7,8 jours en juillet. Pour la période 1991-2020, la température moyenne annuelle observée sur la station météorologique la plus proche, située sur la commune de Creil à 16 km à vol d'oiseau, est de 11,2 °C et le cumul annuel moyen de précipitations est de 662,2 mm,. Pour l'avenir, les paramètres climatiques de la commune estimés pour 2050 selon différents scénarios d'émission de gaz à effet de serre sont consultables sur un site dédié publié par Météo-France en novembre 2022.

## Urbanisme

### Typologie
Au 1er janvier 2024, Épineuse est catégorisée commune rurale à habitat dispersé, selon la nouvelle grille communale de densité à sept niveaux définie par l'Insee en 2022.
Elle est située hors unité urbaine. Par ailleurs la commune fait partie de l'aire d'attraction de Paris, dont elle est une commune de la couronne,. 

### Occupation des sols
L'occupation des sols de la commune, telle qu'elle ressort de la base de données européenne d'occupation biophysique des sols Corine Land Cover (CLC), est marquée par l'importance des territoires agricoles (82,1 % en 2018), en diminution par rapport à 1990 (85,6 %). La répartition détaillée en 2018 est la suivante : 
terres arables (82,1 %), forêts (14,4 %), zones urbanisées (3,5 %). L'évolution de l'occupation des sols de la commune et de ses infrastructures peut être observée sur les différentes représentations cartographiques du territoire : la carte de Cassini (XVIIIe siècle), la carte d'état-major (1820-1866) et les cartes ou photos aériennes de l'IGN pour la période actuelle (1950 à aujourd'hui).

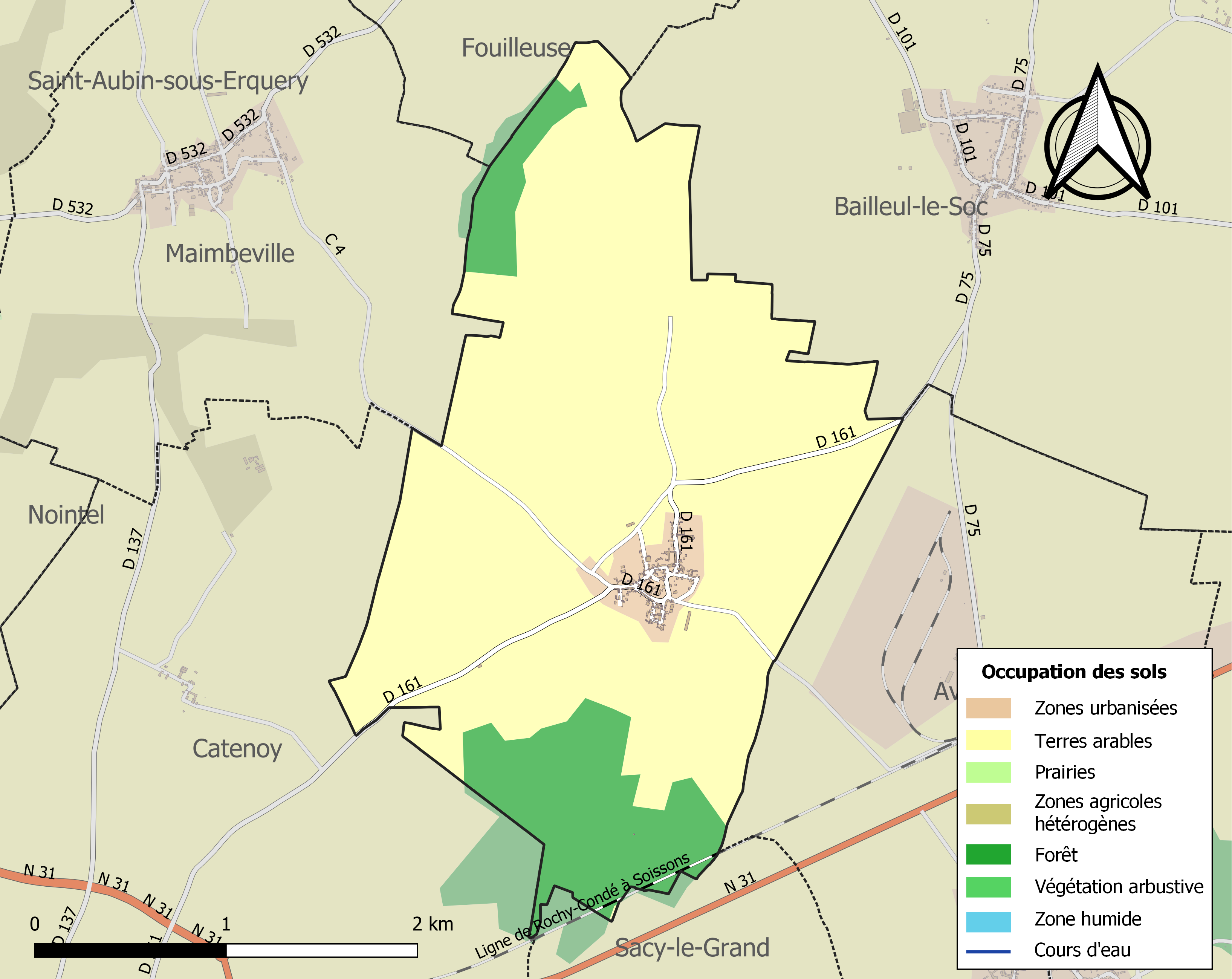
Carte des infrastructures et de l'occupation des sols de la commune en 2018 (CLC).

### Morphologie urbaine
L'habitat est uniquement concentré dans le chef-lieu Épineuse. La commune ne possède pas de hameaux sur son territoire.
Le village, situé au milieu d'une grande plaine découverte, est formé de plusieurs rues sinueuses bordées de mares, il comprenait 64 maisons en 1890. À cette époque, les rues sont appelées rues d'Amiens, d'En Haut, ruelle Saint-Lucien, Langreux, des Poissonniers, du Château, et du Cul-de-Sac. Les rues actuelles se nomment rues Spuller, de Favières, Nicolas-Dubus, Caboche, Armand-Barbès, Gambetta, Ferdinand-Borée et place Bernard-Nicolas.

### Habitat et logement
En 2019, le nombre total de logements dans la commune était de 111, alors qu'il était de 101 en 2014 et de 102 en 2009.
Parmi ces logements, 89 % étaient des résidences principales, 4 % des résidences secondaires et 7 % des logements vacants. Ces logements étaient pour 100 % d'entre eux des maisons individuelles et pour 0 % des appartements.
Le tableau ci-dessous présente la typologie des logements à Épineuse en 2019 en comparaison avec celle de l'Oise et de la France entière. Une caractéristique marquante du parc de logements est ainsi une proportion de résidences secondaires et logements occasionnels (4 %) supérieure à celle du département (2,4 %) et à celle de la France entière (9,7 %). Concernant le statut d'occupation de ces logements, 92,5 % des habitants de la commune sont propriétaires de leur logement (92,6 % en 2014), contre 61,4 % pour l'Oise et 57,5 pour la France entière.
| Typologie                                               | Épineuse | Oise | France entière |
| ------------------------------------------------------- | -------- | ---- | -------------- |
| Résidences principales (en %)                           | 89       | 90,4 | 82,1           |
| Résidences secondaires et logements occasionnels (en %) | 4        | 2,4  | 9,7            |
| Logements vacants (en %)                                | 7        | 7,1  | 8,2            |

### Voies de communications et transports
Épineuse, tangentée au sud par le route nationale 31, est desservie par une unique route départementale, la RD 161, reliant Catenoy à la RD 75 près de Bailleul-le-Soc. Elle traverse le chef-lieu par les rues Spuller et Gambetta. Plusieurs routes communales relient le village aux communes alentour de Maimbeville et d'Avrigny. Une voie étroite débute de la RD 161 à l'entrée nord du village pour se terminer en impasse. Une voie contourne également le nord-ouest de l'agglomération.
La station de chemin de fer la plus proche est la  gare d'Estrées-Saint-Denis à 7 km kilomètres à l'est sur la ligne d'Ormoy-Villers à Boves  desservie par des trains TER Hauts-de-France, express ou omnibus, qui effectuent des missions entre les gares Amiens et de Compiègne. Située sur la ligne Paris-Nord - Lille, la gare de Clermont-de-l'Oise se trouve à 10 kilomètres à l'ouest, desservie elle par des trains TER de la ligne TER Hauts-de-France de Paris-Nord à Amiens.
La commune est desservie, en 2023, par les lignes 659, 6301 et 6343 du réseau interurbain de l'Oise. Une navette de regroupement pédagogique intercommunal (ligne 6808) a été mise en place avec les communes d'Avrigny, Blincourt et Fouilleuse.
Le GR 124A, branche du GR124 reliant Litz à Orrouy traverse le territoire du nord-ouest au sud-est. Il arrive sur le territoire par le fond de l'Hardière puis traverse le village par les rues Ferdinand-Borrée, Nicolas-Dubus et Spuller. Il quitte la commune en rejoignant Avrigny. Le circuit no 6 de cyclotourisme de l'Oise traverse la commune en suivant le tracé de la route départementale 161.

## Toponymie
```
« Spinosa »
 en 937, 
« Spinosae »
 en 1157 puis 
« Spinogilum »
, 
« Espineuses »
 en 1218 puis 
« Espineuzes »
, 
« Espineuse »
 et 
« Spineuses »
[
réf.
 
nécessaire
]
.
```

Le nom actuel d'« Épineuse » désignait à l'origine un lieu rempli d'épines,.

## Histoire

### Moyen Âge
Un diplôme de Hugues le Grand, de 937, fait mention d'une localité dite « Spinosa in pago Relvacensi », qui lui avait été cédée en précaire par l'abbaye Saint-Martin de Tours. Peut-être faut-il identifier « Spinosa » avec Épineuse, bien que le souvenir de Saint-Martin, si commun pourtant dans le pays, ne s'y soit pas conservé.
La seigneurie appartient, dès le XIIe siècle, à une famille qui prend le nom d'Épineuse. Sur le territoire d'Épineuse, se trouve le bois de Favières, érigé en fief en 1238 par Mahaut, comtesse de Clermont, en faveur de Jean de Villers-Saint-Paul, bailli de son comté, pour les bons services qu'il lui avait rendus : ce bois était à l'époque entre le bois de Royaumont et le bois Saint-Lucien de Beauvais.
À la fin du XIVe siècle, les seigneuries d'Étouy, de Haucourt et de Warty appartiennent à des représentants de cette famille. .

### Époque moderne

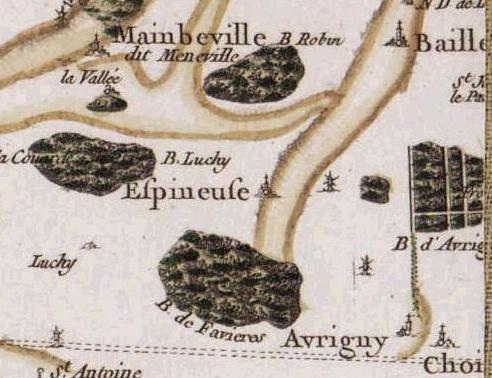
Épineuse, carte de Cassini.

La cure d'Épineuse était à la collation du chapitre de Clermont, qui percevait les dîmes du terroir. Les dîmes, censives et champarts, étaient affermés 2410 livres en 1743. En 1752, une épidémie de catarrhe suffocant sévit  et cause une grande mortalité.

### Révolution française et Empire
Les religieux de Saint-Antoine sont  encore seigneurs de la paroisse en 1789. Cette même année, le bois de Favières appartient au marquis Gouy d'Arsy et à sa sœur. On cultivait encore 5 arpents de vignes en 1789.
En 1789, le cahier de doléances des habitants réclame : la périodicité des États-généraux, la réforme des abus de la justice, la suppression des enrôlements forcés de la milice, l'abolition des privilèges pécuniaires du clergé et la noblesse, la répartition des impôts entre tous les citoyens indistinctement, la responsabilité des ministres, la vente d'une partie des domaines du roi pour acquitter les dettes de l'État. En ce qui concerne particulièrement leurs paroisses, leurs plaintes portent sur les points suivants : ils payent d'imposition diverses 3 livres 4 sous par mine, tout le territoire doit en plus un droit de champart de 10 gerbes du cent, et aux ecclésiastiques, une dîme de 7 gerbes du cent. Les habitants en demandent l'abolition. Le territoire a été mis en capitainerie en 1783 par le capitaine des princes de Condé, qui l'a cédé en 1788 au duc de Bourbon. Ce prince, bien que n'étant pas seigneur du lieu et n'ayant aucune propriété, y fait élever une quantité prodigieuse de gibier qui ravage les récoltes. Le terroir, entouré des 4 grandes bois de Favières, de Luchy, d'Avrigny et Robin, où le prince conserve des biches, cerfs, sangliers, a ses récoltes réduites d'un quart. Les habitants réclament la destruction de tout le gibier, ils demandent qu'à l'avenir on ne soit plus condamné aux galères pour fait de chasse et de contrebande, que les aides et la gabelle soient supprimées, que le tiers-état soit nommé à tous les emplois comme la noblesse. Les députés de la paroisse, à l'assemblée du bailliage de Clermont, sont : Zacharie Bulté et Antoine Denin, laboureurs.
En 1793, le bois de Favières est déclaré bien national.

### Époque contemporaine
En 1838, on comptait dans la commune une carrière et un moulin à vent. La population vivait de l'agriculture, et quelques femmes pratiquaient la coûture de gants.
Lors de la guerre franco-allemande de 1870, le 7 octobre 1870, le ballon monté Armand Barbès, parti de la place Saint-Pierre à Paris |assiégée par les Prussiens, piloté par Alexandre Jacques Trichet et monté par les ministres  Eugène Spuller et Léon Gambetta, atterrit à Épineuse après avoir passé les lignes ennemies. À sa descente de ballon, Gambetta fut reçu par M. Dubus, maire d'Épineuse, qui le conduisit courageusement dans sa voiture au-delà des lignes prussiennes. Le dimanche 13 octobre 1889, en présence des représentants du département, au milieu d'une foule sympathique accourue de tous les points de la région, M. Spuller, ministre des Affaires étrangères, inaugura le monument élevé sur la place d'Épineuse à la mémoire de Gambetta. 
En 1890, la population était exclusivement agricole. Un moulin à vent, situé à l'ouest du village, avait été converti en exploitation rurale. Il existait une carrière de moellons sur le territoire. À cette époque, la population du village était de 240 habitants et celle du moulin à vent de 4 habitants.

## Politique et administration

### Rattachements administratifs et électoraux

#### Rattachements administratifs
La commune se trouve depuis 1942 dans l'arrondissement de Clermont du département de l'Oise.
Elle faisait partie depuis 1803 du canton de Clermont. Dans le cadre du redécoupage cantonal de 2014 en France, cette circonscription administrative territoriale a disparu, et le canton n'est plus qu'une circonscription électorale.

#### Rattachements électoraux
Pour les élections départementales, la commune est membre depuis 2014 du  canton d'Estrées-Saint-Denis
Pour l'élection des députés, elle fait partie de la septième circonscription de l'Oise.

### Intercommunalité
Épineuse est membre de la communauté de communes de la Plaine d'Estrées, un établissement public de coopération intercommunale (EPCI) à fiscalité propre créé en 1997 et auquel la commune a transféré un certain nombre de ses compétences, dans les conditions déterminées par le code général des collectivités territoriales.

### Liste des maires
| Période                                  | Période                       | Identité              | Étiquette | Qualité                                                         |
| ---------------------------------------- | ----------------------------- | --------------------- | --------- | --------------------------------------------------------------- |
| Les données manquantes sont à compléter. |                               |                       |           |                                                                 |
| avant 1870                               | après 1870                    | Nicolas Dubus         |           |                                                                 |
| Les données manquantes sont à compléter. |                               |                       |           |                                                                 |
| 1973                                     | 1980                          | Henri Lathuin         |           |                                                                 |
| 1980                                     | 1987                          | Jean Leroy            |           |                                                                 |
| 1987                                     | 11 janvier 2007               | Bernard Nicolas       |           | Ancien instituteur puis secrétaire de mairie Décédé en fonction |
| 2007                                     | avril 2014                    | Jean-Pierre Tazzolio  | DVG       | Inspecteur après-vente                                          |
| avril 2014                               | En cours (au 2 décembre 2021) | Christophe Yssembourg |           | Employé Réélu pour le mandat 2020-2026                          |

## Population et société

### Démographie

#### Évolution démographique
L'évolution du nombre d'habitants est connue à travers les recensements de la population effectués dans la commune depuis 1793. Pour les communes de moins de 10 000 habitants, une enquête de recensement portant sur toute la population est réalisée tous les cinq ans, les populations de référence des années intermédiaires étant quant à elles estimées par interpolation ou extrapolation. Pour la commune, le premier recensement exhaustif entrant dans le cadre du nouveau dispositif a été réalisé en 2006.

En 2022, la commune comptait 282 habitants, en évolution de +15,1 % par rapport à 2016 (Oise : +0,87 %, France hors Mayotte : +2,11 %).
| 1793 | 1800 | 1806 | 1821 | 1831 | 1836 | 1841 | 1846 | 1851 |
| ---- | ---- | ---- | ---- | ---- | ---- | ---- | ---- | ---- |
| 207  | 254  | 276  | 265  | 270  | 297  | 263  | 271  | 259  |

| 1856 | 1861 | 1866 | 1872 | 1876 | 1881 | 1886 | 1891 | 1896 |
| ---- | ---- | ---- | ---- | ---- | ---- | ---- | ---- | ---- |
| 251  | 258  | 248  | 248  | 249  | 245  | 246  | 236  | 235  |

| 1901 | 1906 | 1911 | 1921 | 1926 | 1931 | 1936 | 1946 | 1954 |
| ---- | ---- | ---- | ---- | ---- | ---- | ---- | ---- | ---- |
| 200  | 218  | 213  | 205  | 195  | 197  | 184  | 196  | 188  |

| 1962 | 1968 | 1975 | 1982 | 1990 | 1999 | 2006 | 2011 | 2016 |
| ---- | ---- | ---- | ---- | ---- | ---- | ---- | ---- | ---- |
| 168  | 173  | 177  | 196  | 230  | 233  | 273  | 265  | 245  |

| 2021 | 2022 | - | - | - | - | - | - | - |
| ---- | ---- | - | - | - | - | - | - | - |
| 275  | 282  | - | - | - | - | - | - | - |

#### Pyramide des âges
La population de la commune est relativement jeune.
En 2018, le taux de personnes d'un âge inférieur à 30 ans s'élève à 35,1 %, soit en dessous de la moyenne départementale (37,3 %). À l'inverse, le taux de personnes d'âge supérieur à 60 ans est de 17,1 % la même année, alors qu'il est de 22,8 % au niveau départemental.
En 2018, la commune comptait 130 hommes pour 122 femmes, soit un taux de 51,59 % d'hommes, largement supérieur au taux départemental (48,89 %).
Les pyramides des âges de la commune et du département s'établissent comme suit.
| Hommes | Classe d’âge | Femmes |
| ------ | ------------ | ------ |
| 0,8    | 90 ou +      | 0,0    |
| 4,0    | 75-89 ans    | 7,6    |
| 12,7   | 60-74 ans    | 9,2    |
| 23,8   | 45-59 ans    | 27,7   |
| 19,8   | 30-44 ans    | 24,4   |
| 16,7   | 15-29 ans    | 10,9   |
| 22,2   | 0-14 ans     | 20,2   |

| Hommes | Classe d’âge | Femmes |
| ------ | ------------ | ------ |
| 0,5    | 90 ou +      | 1,4    |
| 5,5    | 75-89 ans    | 7,6    |
| 15,6   | 60-74 ans    | 16,3   |
| 20,8   | 45-59 ans    | 20     |
| 19,4   | 30-44 ans    | 19,4   |
| 17,6   | 15-29 ans    | 16,2   |
| 20,6   | 0-14 ans     | 19,1   |

### Manifestations culturelles et festivités
En 2010 est commémoré à Épineuse l'atterrissage de Léon Gambetta le 7 octobre 1870 fuyant le siège de Paris pour organiser la défense de la France contre l'offensive prussienne lors de la guerre franco-allemande de 1870.

## Économie
En 2010, le village ne compte aucun commerce.

## Culture locale et patrimoine

### Lieux et monuments
On peut signaler : 
- Église Saint-Aignan : 
l'église, placée sous l'invocation de saint Aignan, possède un portail du XVIIIe siècle. Il est surmonté d'un clocher, carré et couronné par un chapeau couvert d'ardoises. La nef est garnie de pierres tombales et de briques. 
Tout l'édifice est lambrissé. On conserve dans cette église des reliques apportées de Rome en 1679 par Charles Levasseur : elles comprennent une partie du crâne occipital de saint Fidence, l'os du coude de saint Hippolyte, l'os radius de saint Gallican et l'os radius de sainte Fortunée[a 4].
- Monument à Gambetta : 
« Le Monument d'Epineuse » : ce monument, œuvre de M.Woillez, se compose d'un soubassement carré portant un pylône en pierre des Vosges, sur les quatre flancs duquel on lit les inscriptions suivantes : « Le 7 octobre 1870, Gambetta, accompagné de son ami Spuller, est sorti de Paris assiégé, dans le ballon de l'Armand Barbès. Ce ballon, après avoir essuyé le feu de l'ennemi, est venu atterrir dans le bois de Favières, territoire d'Épineuse. Les habitants de l'Oise, pour consacrer ce souvenir, ont érigé de monument au grand citoyen, qui fut organisateur de la défense nationale. Inauguré le 13 octobre 1889 sous la présidence de M. Spuller, ministre des Affaires étrangères, M. Duflos étant préfet de l'Oise, M. Chaudey, sous-préfet de Clermont. »[a 3]

- Manoir du XVIe siècle, dit Tourelle du vieux couvent : près de l'église paroissiale se trouve un grand bâtiment du XVIe siècle, construit en pierres de taille, à fenêtres garnies de moulures prismatiques et de meneaux croisés[a 2]. Il se compose également d'une tour.
- Monument aux morts.

### Personnalités liées à la commune

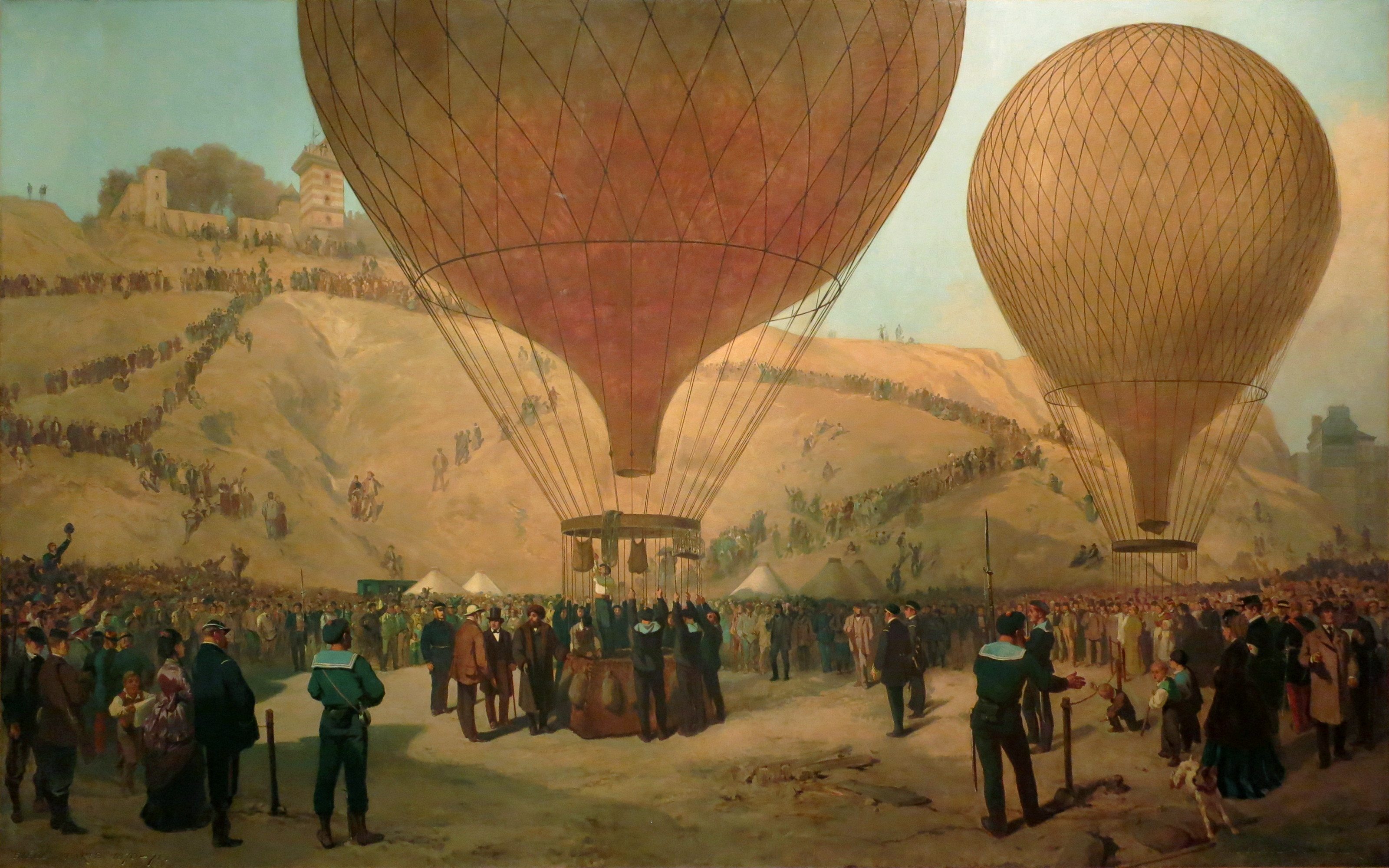
Tableau de Jules Didier et Jacques Guiaud représentant le départ, le 7 octobre 1870, de l'« Armand Barbès » qui atterrira à Épineuse, emmenant Gambetta accompagné de Spuller, et du « George Sand ».

- Émile Leroux (1804-1872), homme politique né à Épineuse, maire de Beauvais, député de l'Oise de 1848 à 1851.
- Léon Gambetta et Eugène Spuller, qui atterrirent en ballon monté à Épineuse le 7 octobre 1870 dans le bois de Favières lors de la guerre franco-allemande de 1870 pour échapper au siège de Paris par les Prussiens. En 1889, Eugène Spuller, ami fidèle de Gambetta, inaugure un monument en mémoire de Gambetta sur la place du village. Deux rues de la commune portent leur nom[34].

Le nom de certains seigneurs d'Épineuse nous est parvenu. Parmi ceux-là, on note[réf. nécessaire] :
- Simon d'Épineuse qui vivait en 1197 et 1218,
- Maheu, chevalier, seigneur d'Épineuse, en 1356
- En 1373, le seigneur d'Épineuse, chevalier, tenait du château de Clermont le château d'Épineuse, avec toute justice et seigneurie, et d'Estrées-Saint-Denis[a 1]
- Marie d'Épineuse, veuve de Renaud de Heilly, chevalier, donne en 1440 la seigneurie d'Épineuse à l'hôtel-Dieu de Paris et à l'hôpital Saint-Antoine de Paris, qui possédait un prieuré près de là, à Catenoy[a 1]

### Héraldique
| Blason de Épineuse | Blason  | D'hermine à l'écusson de gueules chargé à dextre d'une étoile d'or. |
| Blason de Épineuse | Détails | Le statut officiel du blason reste à déterminer.                    |

## Pour approfondir